# Český muzejní spolek
Český muzejní spolek byla společenská organizace založená v městě Česká Lípa za 1. republiky, existující zde v letech 1928 až 1938. V převážně německém prostředí byl spolkem české menšiny, nepodporovaným zdejší radnicí.

## Historický vývoj

### Předchozí etapa
V roce 1878 skupina českolipských učitelů a příznivců vlastivědného bádání po společném výletu na hrad Ostrý se rozhodla vybudovat sbírky, týkající se historie města Česká Lípa. Vznikl vlastivědný spolek Excursions Club, který se posléze rozhodl svou činnost rozšířit i mimo město v severních Čechách. První nashromážděná kolekce archivních materiálů byla umístěna v budově reálky proti klášteru, od roku 1900 pak byla umístěna na radnici města. Po 30 letech stagnace bylo muzeum obnoveno roku 1933 v Červeném domě u hradu Lipý. V období 1. republiky, kdy Češi byli v České Lípě menšinou, byl muzejní spolek podporovaný radnicí složen z Němců. Mimo ně se aktivizovali také učitelé a vzdělanci české národnosti a začala éra dvoukolejného budování muzejních materiálů.

### České muzeum
V roce 1928 bylo v České Lípě založeno České (menšinové) muzeum pro kraj Českolipský. Jeho základem se staly exponáty z Krajanské výstavy v Mladé Boleslavi z roku 1927. Byl založen muzejní spolek, jehož vedení se ujal školní inspektor Josef Maštálko. Správcem sbírek byl učitel Bohumil Kinský. Spolek zahájil vydávání vlastivědného časopisu Bezděz. Postupně se jim podařilo od různých sběratelů, umělců a sponzorů získat řadu exponátů. Spolek si v roce 1934 pronajal v zámku Zákupy několik místností a v roce 1936 zde, v Českém muzeu pro kraj českolipský, sbírky zpřístupnil veřejnosti. Na zákupském zámku uvažoval vybudovat koutek, či muzeum věnované mladému Napoleonovi, tento záměr se nepodařilo uskutečnit. V té době také vznikla Síň umění českého muzea v České Lípě. Po Mnichovu a před dokončeným záborem pohraničí byly sbírky čs. vojskem z iniciativy Josefa Maštálka v roce 1938 odvezeny na zámek v Bělé pod Bezdězem.

### Po roce 1945
Muzejní sbírky z nadačního muzea Wedrichů uložené v Červeném domě přečkaly válku dobře. Sbírky byly spojeny s konfiskáty a sbírkami českého menšinového muzea, přivezenými zpět z Bělé v roce 1947.
Nástupcem předválečného Českého muzejního spolku byl od valné hromady 23. července 1945 založený Muzejní spolek pro kraj českolipský. Tento se pak rozhodl obnovit vydávání časopisu Bezděz a ze svých řad určil jeho prvním redaktorem ředitele měšťanské školy a správce městského muzea Bohumila Kinského. Do organizační činnosti se zapojil i předválečný předseda spolku, školní inspektor Josef Maštálko. Časopis se nakonec dočkal v letech 1947–1948 šesti vydaných čísel.
Spolek vyvíjel tlak na město kvůli vyřešení odpovídající budovy městského muzea, soustředění roztroušených sbírek do jednotného vedení. Muzeum bylo v roce 1949 přejmenováno na Krajinské vlastivědné muzeum v České Lípě, od roku 1951 byly vybudovány expozice na třech místech města.

### Konec spolku
Po zastavení vydávání časopisu Bezděz byl spolek zcela pasivní. Řešení sbírek, budov a celého muzea převzal MNV Česká Lípa. Definitivní konec muzejního spolku pak přinesl zákon 68/1951 o dobrovolných sdruženích a spolcích.. V roce 1952 vzniklo okresní vlastivědné muzeum, dnešní Vlastivědné muzeum a galerie v České Lípě, které roku 1960 získalo dodnes užívané prostory v areálu bývalého kláštera. V roce 1953 vznikl Okresní dům osvěty, kam se aktivita lidí zajímajících se o muzejnictví přesunula do nově založených kroužků. Jedním z nich byl Vlastivědný kroužek, který splynul s někdejším Českým muzejním spolkem.

V roce 1967 byl založen Klub přátel muzea.